# Hermann Rothe
Pour les articles homonymes, voir Rothe.
Hermann Rothe, né le 28 décembre 1882 à Vienne en Autriche et décédé le 18 décembre 1923 à Vienne, est un mathématicien autrichien.

## Biographie
Rothe a étudié à l'université de Vienne et l'université de Göttingen. Il obtient un doctorat en ingénierie en 1909 à Vienne. Par la suite, il est assistant à l'université technique de Vienne, où il obtient son habilitation en 1910. Rothe a collaboré avec Philipp Frank de 1910 à 1912 sur la théorie de la relativité restreinte. S'appuyant sur la théorie des groupes, ils tentent d'obtenir la transformation de Lorentz sans le postulat de la constance de la vitesse de la lumière dans le vide. En 1913, Rothe se marie et commence à enseigner les mathématiques à l'université technique de Vienne comme professor extraordinarius et, à partir de 1920, comme professor ordinarius. En 1923, il meurt des suites d'une longue maladie.
Hors de ses activités d'enseignement, Rothe a travaillé sur des problèmes mathématiques, telle l’Ausdehnungslehre de Hermann Grassmann (théorie de l'extension ou algèbre extérieure).

## Publications
- (de) P. Frank et H. Rothe, « Über die Transformation der Raum-Zeitkoordinaten von ruhenden auf bewegte Systeme », Annalen der Physik, vol. 34,‎ 1911, p. 825-855 (lire en ligne)
- (de) H. Rothe, « Systeme geometrischer Analyse », dans Encyklopädie der mathematischen Wissenschaften mit Einschluss ihrer Anwendungen, vol. 3.1, 1921